# خار فيروزي (بجستان)
خار فیروزي (بالفارسية: خارفیروزی) هي قرية تقع في إيران في قسم بجستان الريفي. يقدر عدد سكانها بـ 106 نسمة بحسب إحصاء 2016.